# 波翼甲鯰
波翼甲鯰，為輻鰭魚綱鯰形目甲鯰科的其中一種，為熱帶淡水魚，分布於南美洲Magdalena河流域，體長可達50公分，棲息在底層水域，以藻類為食，生活習性不明
。

## 扩展阅读
維基物種上的相關：波翼甲鯰